# 1188
| 1188               |
| ------------------ |
| Dødsfald - Fødsler |
|                    |

| Gregoriansk kalender | 1188 MCLXXXVIII         |
| Ab urbe condita      | 1941                    |
| Armensk kalender     | 637 ԹՎ ՈԼԷ              |
| Kinesiske kalender   | 3884 – 3885 丁未 – 戊申 |
| Etiopisk kalender    | 1180 – 1181             |
| Jødisk kalender      | 4948 – 4949             |
| Hindukalendere       |                         |
| - Vikram Samvat      | 1243 – 1244             |
| - Shaka Samvat       | 1110 – 1111             |
| - Kali Yuga          | 4289 – 4290             |
| Iransk kalender      | 566 – 567               |
| Islamisk kalender    | 584 – 585               |

Konge i Danmark: Knud 6. 1182-1202
Se også 1188 (tal)